# 石村雅幸
石村 雅幸（いしむら まさゆき、1965年2月16日 - ）は、公益財団法人日本美術院の「院展」を中心に日本画作品を発表している茨城県在住の日本画家。
初期は日本の古建築をテーマにしていたが、2000年ごろからは巨樹をテーマにしている。
師匠は森田曠平・伊藤髟耳。

## 所属
- 日本美術院特待
- 火燿会会員
- 茨城美術会常任委員（副会長）
- 茨城県展会員（委員）
- 玉川大学・学園学友会文化芸術展覧会実行委員
- 雅幸画房日本画教室主宰

## 経歴
福岡県糟屋郡古賀町（現：古賀市）で生まれる。
出身（本籍）地は愛媛県四国中央市（旧・川之江市金生町)。
1988年に玉川大学芸術学科美術専攻日本画課程を芸術学科首席で卒業。小原哲郎学長より玉川奨学金受領。卒業制作「鳳凰堂冬日」は同大学買上となる（経塚オフィス棟ラウンジに常設展示）。
1989年に第43回春の院展に『門（金沢城石川門）』が初入選（入選29回）、再興73回院展に『城門（金沢城石川門）』が初入選（入選32回）。
1996年には、第1回　東京日本画新鋭選抜展（今治市大三島美術館）に選抜され、作品は美術館買上となる、以後第3回まで選抜。３回展出品作も美術館買上。
2011年、 ドキュメントインタビュー映像作品「日本画家　石村雅幸　奈義町菩提寺の大銀杏を描く」が岡山県勝田郡奈義町の奈義町現代美術館により制作（撮影:井出豊）される。
2013年の式年遷宮の年には、伊勢神宮美術館企画の「 歌会始によせて－立－特別展」に選抜される。
2015年には、関東最古の水神を祀る蛟蝄神社（茨城県北相馬郡利根町）の天井格子画4面を制作。
2016年には、「巨樹の声を聴けー石村雅幸展」（茨城県水戸市・常陽藝文センターギャラリー企画）が2ヶ月間開催され、同センターにより院展制作過程のドキュメントDVDが制作、販売された。
2019年には、千葉県印西市へ『樹洞』（印西市松虫寺のスダジイ）を寄贈。松虫寺に近い印旛支所3階へ展示される。同年の文化の日に印西市より善行表彰を受ける。
2020年より毎年、蛟蝄神社に子年から干支絵馬の原画を奉納、12年かけて十二支完納予定。
2024年　週刊新潮 9月12日号のカラーグラビアに「石村雅幸 巨樹に魅せられた画家」掲載

## 受賞歴
2006年 、再興第91回院展にて『精魄（せいはく）』奨励賞、前田青邨賞候補
2007年、第62回春の院展にて『寒樹炎炎（かんじゅえんえん）』奨励賞
2008年、 第63回春の院展にて『静黙（せいもく）』奨励賞、再興第93回院展にて『魂（みたま）』奨励賞
2009年、 第64回春の院展にて『杜穀（とこく）』奨励賞、茨城県展にて木村武山賞
2010年、 第65回春の院展にて『柏槙（びゃくしん）」無鑑査・奨励賞、再興第9 5回院展出品作『神代桜』無鑑査・奨励賞
2011年、 再興第98回院展にて『長閑（ちょうかん） 』奨励賞、茨城県展にて永田春水賞

## 作品蔵

### 東京都
- 玉川大学（町田市）

### 愛媛県
- 松前町立岡田小学校
- 後藤学園青葉幼稚園（伊予郡松前町）
- 今治市大三島美術館
- 四国第五十二番霊場瀧雲山太山寺（松山市）
- 四国中央市役所
- 松前町役場
- 高千穂病院（西予市）
- 中・四国フェリー
- Art Gallery 迎賓庵（松山市）

### 茨城県
- 蛟蝄神社（利根町）
- みくに（龍ケ崎市）

### 千葉県
- 摩尼珠山医王院松虫寺（真言宗豊山派・印西市）
- 印西市印旛支所

### 大分県
- 別府市美術館

### 山口県
- 香月泰男美術館（長門市）

### 海外
- 在カンボジア日本国大使館（プノンペン）
- 在カザフスタン日本国大使館（ヌルスルタン）

など